# Volkerode

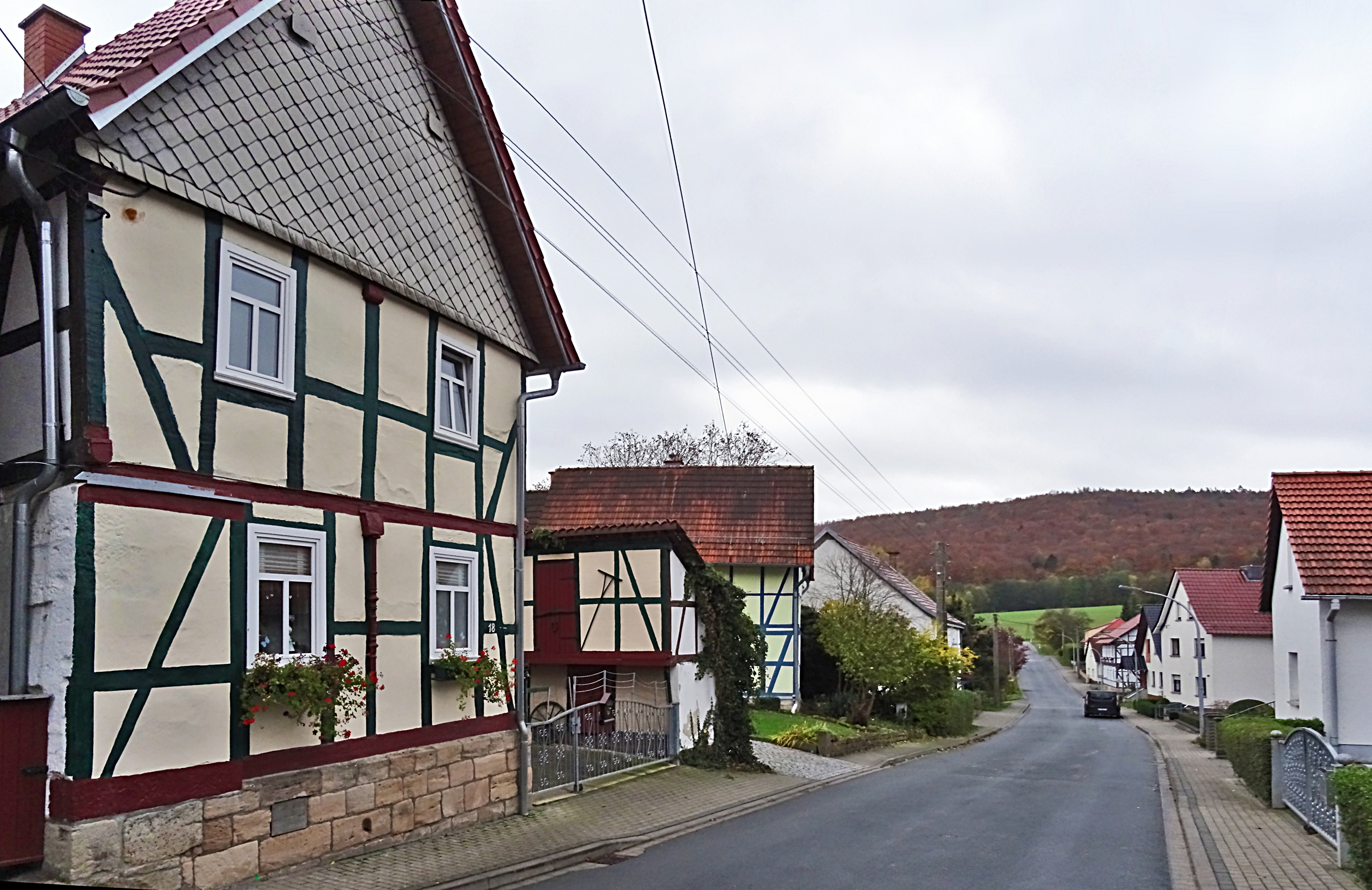
Im Ort

Volkerode ist eine Gemeinde im thüringischen Landkreis Eichsfeld. Sie gehört zur Verwaltungsgemeinschaft Ershausen/Geismar.

## Geographische Lage
Volkerode liegt rund 14 km südlich von Heilbad Heiligenstadt und breitet sich im Tal des Hühnerbachs, einem westlichen Zufluss der Rode, an der Ostabdachung des Höhenzugs Gobert aus. Nachbarorte sind Wiesenfeld im Ostnordosten und Pfaffschwende im Südosten.

## Geschichte
Volkerode wurde erstmals im Jahre 1227 als „Wacolderot“ urkundlich erwähnt. Das Dorf war bis 1802 im Besitz des Erzstifts Kurmainz, Grundherren waren die Junker von Volkerode. Später übten die Hanstein, von Harstall und von Weiers die Gerichtsbarkeit über den Ort aus. 1802 bis 1807 wurde der Ort preußisch und kam dann zum Königreich Westphalen. Von 1815 bis 1945 war er Teil der preußischen Provinz Sachsen. Von 1945 bis 1949 war der Ort Teil der sowjetischen Besatzungszone und ab 1949 Teil der DDR. Von 1961 bis zur Wende und Wiedervereinigung 1989/1990 wurde Volkerode von der Sperrung der nahen innerdeutschen Grenze beeinträchtigt. Seit 1990 gehört der Ort zum wieder gegründeten Bundesland Thüringen.
Der Hühnerbach ermöglichte den Betrieb von zwei Mühlen, bereits im 16. Jahrhundert wird eine Obermühle erwähnt, im 19. Jahrhundert sind hier die Hühnermühle und die Schadenmühle als Mahlmühlen nachweisbar. Nach der Aufgabe der Mühlen wurde aus der Schadenmühle ein Wohnhaus, die Hühnermühle wurde zu einer Pension umgebaut.

### Herren von Volkerode
Die Herren von Volkerode, die zum niederen Adel gehörten, waren zunächst auf ihrer befestigten Wohnsitz auf der Goburg mit einem dazugehörigen Dorf ansässig. Ihnen gehörte Volkerode (mit Gerichtsbarkeit) und weitere Besitzungen in der Umgebung, in Dingelstädt, der Mark Duderstadt und Lutterhusen bei Großbartloff. Sie waren auch zeitweise Burgherren auf Burg Stein. Ab wann sie in Volkerode wohnten, ist nicht genau bekannt. Im 16. Jahrhundert wurden die von Volkerode evangelisch und setzten einen Prediger in der Kirche ein. 1692 wird letztmals mit Heinrich Adolf ein Herr von Volkerode genannt, das Wappen der Familie zeigt zwei senkrecht stehende Spiesse. Weitere Vertreter des Adelsgeschlechtes waren:
- Albert von Coburge (1312) vermutlich identisch mit Berlt von Volkerode (1320)
- Hans, Berlt und Conrad von Volkerode (1376)[5]
- Curt von Volkerode (1440)
- Wolf von Volkerode (1577), Feldmarschall[6]
- Philipp von Volkerode genannt Goburg (1604[7], 1631, 1636)

### Einwohnerentwicklung

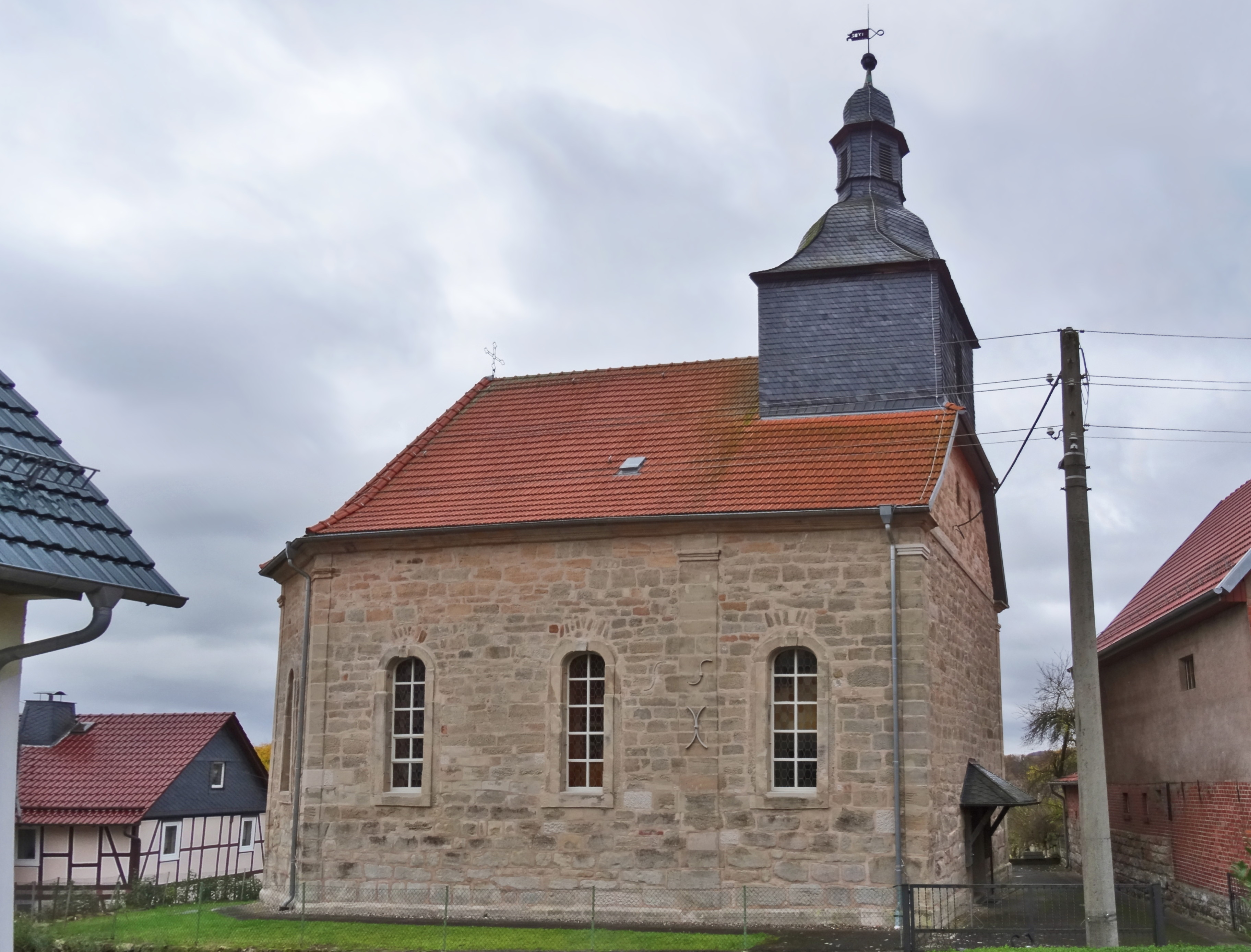
St. Michael

Entwicklung der Einwohnerzahl (31. Dezember):
| - 1994: 305 - 1995: 301 - 1996: 300 - 1997: 300 - 1998: 296 - 1999: 282 | - 2000: 270 - 2001: 275 - 2002: 267 - 2003: 266 - 2004: 257 - 2005: 259 | - 2006: 264 - 2007: 258 - 2008: 252 - 2009: 255 - 2010: 245 - 2011: 235 | - 2012: 237 - 2013: 236 - 2014: 228 - 2015: 225 - 2016: 229 - 2017: 222 | - 2018: 234 - 2019: 238 - 2020: 241 - 2021: 237 - 2022: 232 |

Datenquelle: Thüringer Landesamt für Statistik

## Sehenswürdigkeiten
- römisch-katholische Kirche St. Michael
- Burganlage Volkerode
- Anger mit 600 bis 800 Jahre alter Gerichtslinde
- Lourdeskapelle am Ortsausgang zum Höhenzug „Gobert“

## Politik

### Gemeinderat
Der Gemeinderat von Volkerode setzt sich aus 6 Ratsfrauen und Ratsherren zusammen. Er wird alle fünf Jahre neu gewählt.
| Sitzverteilung des Gemeinderates 2014Insgesamt 6 Sitze - Förderverein `Schloss`: 5 - unabhängiger Ratsherr: 1 |                                             |                                             |        |          |        |          |        |          |        |          |        |        |  |      |      |
| Parteien und Wählergemeinschaften                                                                             | Parteien und Wählergemeinschaften           | 2014                                        | 2014   |          | 2009   | 2009     |        | 2004     | 2004   |          | 1999   | 1999   |  | 1994 | 1994 |
| Parteien und Wählergemeinschaften                                                                             | Parteien und Wählergemeinschaften           | Anteil a                                    | Sitze  | Anteil a | Sitze  | Anteil a | Sitze  | Anteil a | Sitze  | Anteil a | Sitze  |        |  |      |      |
| Förderverein `Schloss`                                                                                        | b                                           | 92,4                                        | 5      | —        | —      | —        | —      | —        | —      | —        | —      |        |  |      |      |
| Christlich Demokratische Union Deutschlands                                                                   | CDU                                         | —                                           | —      | 31,4     | 2      | 89       | 6      | 86,5     | 6      | 100      | 6      |        |  |      |      |
| Wählergruppe Heimat- und Wanderverein                                                                         | Heimatverein                                | —                                           | —      | 68,6     | 4      | —        | —      | —        | —      | —        | —      |        |  |      |      |
| unabhängige Kandidaten                                                                                        | unabhängige Kandidaten                      | 7,7                                         | 1      | —        | —      | 10,9     | —      | 13,5     | —      | —        | —      |        |  |      |      |
| prozentualer Anteil ungültiger Stimmabgaben                                                                   | prozentualer Anteil ungültiger Stimmabgaben | prozentualer Anteil ungültiger Stimmabgaben | 1,8    |          | 8,4    |          | 10,8   |          | 11,7   |          | 11,6   |        |  |      |      |
| Sitze gesamt                                                                                                  | Sitze gesamt                                | Sitze gesamt                                | 6      | 6        | 6      | 6        | 6      | 6        | 6      | 6        | 6      | 6      |  |      |      |
| Wahlbeteiligung                                                                                               | Wahlbeteiligung                             | Wahlbeteiligung                             | 53,8 % | 53,8 %   | 74,2 % | 74,2 %   | 55,8 % | 55,8 %   | 72,2 % | 72,2 %   | 90,7 % | 90,7 % |  |      |      |

### Bürgermeister
Der ehrenamtliche Bürgermeister Jens Schmidt wurde am 6. Juni 2010 gewählt und 2016 wiedergewählt. Bei den Kommunalwahlen in Thüringen 2019 wurde Andreas Pudenz (Freie Wähler) mit 97,6 Prozent der abgegebenen gültigen Stimmen zu seinem Nachfolger gewählt. Am 23. Februar 2025 wurde Pudenz mit 99,3 % der abgegebenen gültigen Stimmen ohne Mitbewerber im Amt bestätigt. Er hatte diesmal für den Heimat- und Wanderverein Gobert kandidiert.